# Stefanuskathedraal (Syktyvkar)
De Kathedraal van de heilige Stefanus (Russisch: Стефановский собор) is een Russisch-orthodoxe kathedraal in de Russische stad Syktyvkar. De nieuwe kathedraal is de belangrijkste kerk van het bisdom Syktyvkar en Vorkoeta en vervangt de oude kathedraal die in 1932 werd vernietigd.

## De oude Stefanuskathedraal
Na de verkrijging van toestemming van tsaar Nicolaas werd in 1856 begonnen aan de bouw van de Stefanuskathedraal in de destijds geheten stad Oest-Sysolsk. De wijding van de kathedraal vond plaats op 24 april 1896. Het was toen precies 500 jaar geleden dat Stefan van Perm, de schutspatroon van de kathedraal, stierf. Het gebouw met vijf koepels en vrijstaande klokkentoren domineerde het Stefanusplein in het het centrum van de stad, maar was minder belangrijk dan de plaatselijke Drie-eenheidskathedraal.
Tijdens het Sovjet-bewind werd de kathedraal in 1923 gesloten. Dit besluit werd één jaar later geannuleerd. In 1929 werd de kerk opnieuw door de bolsjewistische autoriteiten gesloten. Ten slotte volgde in 1932 de volledige afbraak.

## De nieuwe Stefanuskathedraal
Na de ineenstorting van de Sovjet-Unie vond de restauratie van de Russisch-orthodoxe Kerk plaats. Bisdommen werden gereorganiseerd en nieuwe parochies werden gesticht. In 1993 werd besloten de kathedraal te herbouwen. Nadat een jury een winnend ontwerp had gekozen, kon in 1996 de eerste steen voor de kathedraal worden gelegd. Tijdens de bouw kwamen er door de ingezette haast echter vele constructiegebreken aan het licht, hetgeen de bouw vertraagde. Wateroverlast in 2007 en 2008 beschadigden de aangebrachte muurschilderingen ernstig. Op 26 augustus 2001 kon de kerk ten slotte worden ingewijd.
De huidige kathedraal is geen exacte kopie van de oude kathedraal. De afmetingen van het nieuwe gebouw zijn veel groter. Het hoogste punt van de kathedraal is 64 meter. Ook is er sprake van een andere locatie. Er bestaan plannen om bij de kathedraal een klokkentoren te bouwen.